# Spravedlnost pro královnu
Spravedlnost pro královnu (v anglickém originále The Queen’s Justice) je třetí díl sedmé řady seriálu Hra o trůny stanice HBO. V USA měla epizoda premiéru 30. července 2017 a v Česku o den později. Epizoda byla posledním dílem, ve kterém se objevily Indira Varma jako Ellaria Písek, Rosabell Laurenti Sellers jako Tyene Písek a Diana Rigg jako lady Olenna Tyrell. Přímá smrt ani jedné z nich nebyla v záběrech ukázána, ale to, že se Varma a Laurenti Sellers v seriálu již neobjeví, bylo potvrzeno.

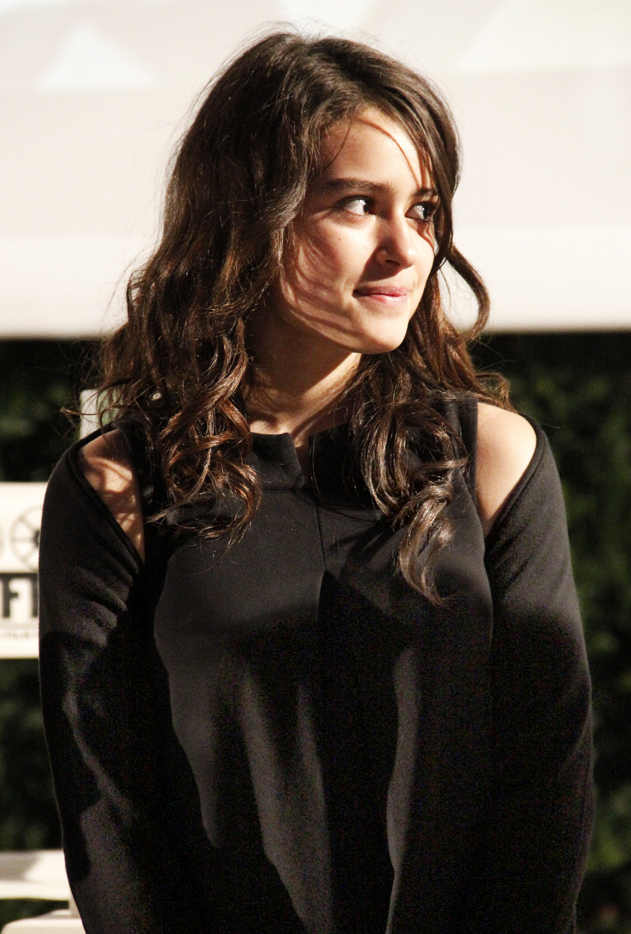
Rosabell Laurenti Sellers, ztvárnící Tyene Písek, se v seriálu již neobjeví

## Děj

### Dračí kámen
Jon (Kit Harington) se svou družinou připluje na Dračí kámen a všichni musí odevzdat zbraně. Jon se po dlouhé době shledá s Tyrionem (Peter Dinklage) a cestou na hrad poprvé uvidí draky. Daenerys (Emilia Clarkeová) Jona přivítá jako královna a požaduje, aby jí přísahal věrnost. Jon však odmítá, aby mu vládla královna, kterou nezná, a tak před ní nepoklekne. Místo toho se jí snaží povědět o armádě nemrtvých a požádá ji o povolení těžit na ostrově dračí sklo, kterým by vyzbrojil severní armádu. Daenerys nebere nebezpečí za Zdí vážně, ale na přímluvu Tyriona se s Králem Severu udobří a těžbu dračího skla povolí.

### Zimohrad
Sansa (Sophie Turner) připravuje Zimohrad na příjezd spojenců. Z její práce ji vyruší příjezd Brana (Isaac Hempstead Wright), který už není tím, kým býval. Je Tříokou vránou, která vidí minulost, přítomnost i budoucnost, a tak už nemůže být lordem ze Zimohradu.

### Královo přístaviště
Do Králova přístaviště přijede Euron Greyjoy (Pilou Asbæk) se svými zajatci Tyene Písek (Rosabell Laurenti Sellers), Ellariou Písek (Indira Varma) a Yarou Greyjoy (Gemma Whelan). Ellariu s Tyene uvrhne Cersei do kobky a před zraky Ellarie otráví její dceru Tyenne stejným jedem, jako předtím ona Cerseinu dceru Myrcellu.

### Vysoká zahrada
Po tom, co si Jaime (Nikolaj Coster-Waldau) v Králově přístavišti s Greyjoyem vyměnil slova nepřátelství, odjel se spojeneckou armádou Lannisterů a Tarlyů dobýt Vysokou zahradu, sídlo rodu Tyrellů. Po rychlé a úspěšné bitvě navštíví Jamie Olennu Tyrell (Diana Rigg) v její komnatě, aby jí nabídl jed jako rychlou a milosrdnou smrt. Jakmile jej Olenna vypije, přizná se Jaimemu k vraždě jeho syna Joffreyho.

### Casterlyova skála
Šedý Červ (Jacob Anderson) s armádou Neposkvrněných dobude Casterlyovu skálu jen s malým odporem lannisterských vojáků. Po výslechu jednoho z mála přeživších se dozví, že hlavní armáda, která měla chránit hrad, odcestovala na dobýt Vysokou zahradu.

### Na moři
Theona (Alfie Allen) objeví posádka Železných. Není zajat, jenom je mu vytknuto, že z bitvy utekl.